# Албанија на Летњим олимпијским играма 1996.
Спортисте Албаније на трећем учешћу на Летњим олимпијским играма 1996. у Атланти представљало је 7 спортиста (3 мушкарца и 4 жене) који су се такмичили у пет индивидуалних спортова.
Заставу Албаније на свечаној церемонији отварања Олимпијских игара 1996. носиила је најмлађа учесница у тиму Албаније атлетичарка Мирела Мањани, са 19 година и 218 дана.
Најстарији учесник је била такмичарка у стрељаштву Дјана Мата са 35 година и 348 дана.
Најуспешнији такмичар био је дизач тегова Илирјан Сули, који је у дисциплини до 76 кг заузео 14. место.
Албански олимпијски тим је и овај пут остао у групи земаља које нису освајале олимпијске медаље.

## Учесници по спортовима
| Спорт         | Мушкарци | Жене | Укупно |
| ------------- | -------- | ---- | ------ |
| Атлетика      | 0        | 2    | 2      |
| Бициклизам    | 1        | 0    | 1      |
| Дизање тегова | 1        | 0    | 1      |
| Рвање         | 1        | 0    | 1      |
| Стрељаштво    | 0        | 2    | 2      |
| Укупно (5)    | 3        | 4    | 7      |

## Атлетика

### Жене
| Атлетичарка Лични рекорд | Дисциплина   | Квалификације | Квалификације | Финале            | Финале  | Детаљи |
| Атлетичарка Лични рекорд | Дисциплина   | Резултат      | Место         | Резултат          | Место   | Детаљи |
| ------------------------ | ------------ | ------------- | ------------- | ----------------- | ------- | ------ |
| Вера Битањи              | троскок      | 12,82         | 14 гр. А      | Није се пласирала | 25 / 32 |        |
| Мирела Мањани            | бацање копља | 55,64         | 14 у гр. А    | Није се пласирала | 24 / 32 |        |

## Бициклизам

#### Мушкарци
| Бициклиста   | Дисциплина   | Време             | Пласман           | Детаљи |
| ------------ | ------------ | ----------------- | ----------------- | ------ |
| Бесник Мусај | Друмска трка | Није завршио трку | Није завршио трку |        |

## Дизање тегова

### Мушкарци
| Такмичар     | Дисциплина | Тежина | Трзај | Избачај | Укупно | Пласман | Детаљи |
| ------------ | ---------- | ------ | ----- | ------- | ------ | ------- | ------ |
| Илирјан Сули | до 76 кг   | 75,93  | 147,5 | 175,0   | 322,5  | 14/24   |        |

## Рвање
Мушкарци слободни стил
| Такмичар         | Дисциплина   | 1. круг                   | осм. фин             | чет. фин             | Полуфин.             | репасаж                            | Финале             | Пласман  | Детаљи |
| Такмичар         | Дисциплина   | Противник Резултат        | Прот. Рез.           | Прот. Рез.           | Прот. Рез.           | Противник Резултат                 | Противник Резултат | Пласман  | Детаљи |
| ---------------- | ------------ | ------------------------- | -------------------- | -------------------- | -------------------- | ---------------------------------- | ------------------ | -------- | ------ |
| Шкелким Троплини | до 100 кг кг | Ладик · Канада · Пор. 0:7 | Није се квалификовао | Није се квалификовао | Није се квалификовао | Могамедов · Азербејџан · Пор. 0:10 | Завршио такмичење  | =18. /19 |        |

## Стрељаштво
Жене
| Стрелац        | Дисциплина       | Квалификације | Квалификације | Финале            | Финале            | Пласман | Детаљи |
| Стрелац        | Дисциплина       | Резултат      | Пласман       | Резултат          | Укупно            | Пласман | Детаљи |
| -------------- | ---------------- | ------------- | ------------- | ----------------- | ----------------- | ------- | ------ |
| Енкелејда Шаља | МК пиштољ 25 м   | 576 (288+288) | = 15.         | Није се пласирала | Није се пласирала | 15./37  |        |
| Енкелејда Шаља | ваз. пиштољ 10 м | 377           | 21.           | Није се пласирала | Није се пласирала | 21./41  |        |
| Дјана Мата     | МК пиштољ 25 м   | 575 (286+289) | 20.           | Није се пласирала | Није се пласирала | 20./37  |        |
| Дјана Мата     | ваз. пиштољ 10 м | 363           | 38.           | Није се пласирала | Није се пласирала | 38./41  |        |